# Io sì
Io sì è un brano musicale scritto e cantato nel 1963 dal cantante italiano Luigi Tenco e pubblicato nell'album Luigi Tenco (1962).
Fu pubblicato per la prima volta su vinile nel 1963 nel 45 giri contenente sul Lato B  Una brava ragazza.
Il brano fu ripubblicato da Ornella Vanoni nel 1969 nell'album Io sì - Ai miei amici cantautori n.2 e nel 1971 nel 45 giri Anonimo Veneziano / Io Sì.

## Testo e significato
È bello ascoltare sia nella versione maschile sofferta dell'autore e nella versione femminile cantata con la sensualità e l'intensità da Ornella Vanoni.
Il protagonista del brano musicale parla di una relazione amorosa che avrebbe voluto vivere, ma l'altra persona è impegnata. Il protagonista elenca una serie di modi di vivere una relazione amorosa. L'impossibilità di vivere una storia amorosa viene ricordata con la frase Ma ormai...